# Fort międzypolowy artyleryjski 53 „Bodzów”
Fort 53 Bodzów – jeden z fortów Twierdzy Kraków. Powstał w 1884 roku jako fort półstały, ziemno-drewniany. W latach 1913–1914 przebudowany na dzieło stałe z przyległymi bateriami, wałem i schronem. Fort jest położony na wzgórzu Solnik w Krakowskim Bodzowie. Z fortu rozlega się widok na dużą część Krakowa.
Fort Bodzów panował nad południowym brzegiem Wisły i całą rozległą okolicą leżącą u jego stóp. W 1936 r. adaptowany na zaplecze szybowiska. Fort został nieznacznie uszkodzony w czasie działań wojennych. W 1955 roku przeznaczono go do rozbiórki, w celu odzyskania materiałów budowlanych, planu tego nie udało się jednak zrealizować ze względu na zbyt duże koszty. Obecnie fort jest w znacznym stopniu zrujnowany. Wzgórze Solnik zaś stało się terenem służącym rekreacji jako tzw. Uroczysko Kostrze.
W otoczeniu fortu i na pobliskich wzgórzach wykuto w skale sześć kawern (kawerny fortu Bodzów). Miały służyć jako magazyny lub podziemne schrony dla żołnierzy.

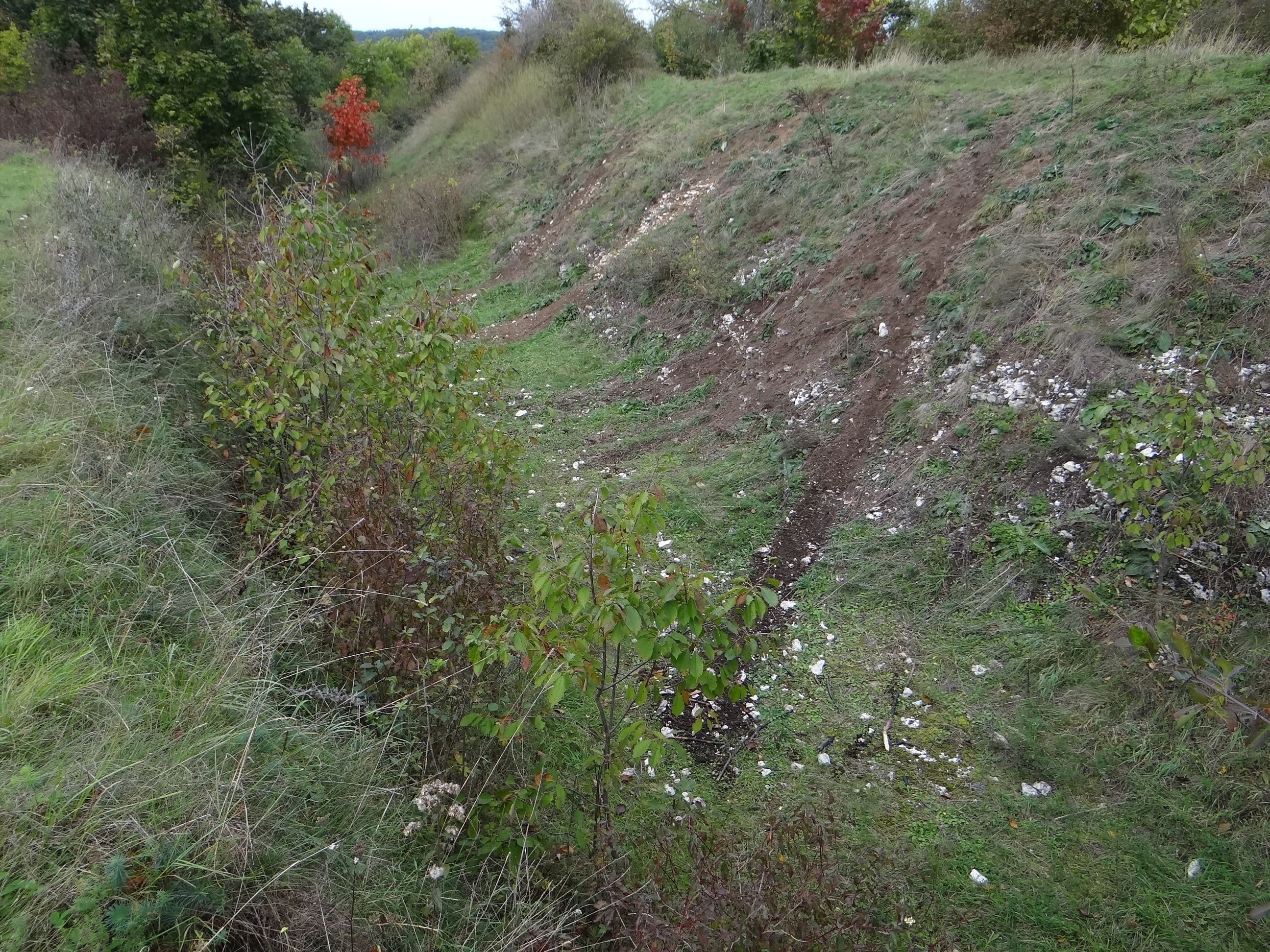
Fosa
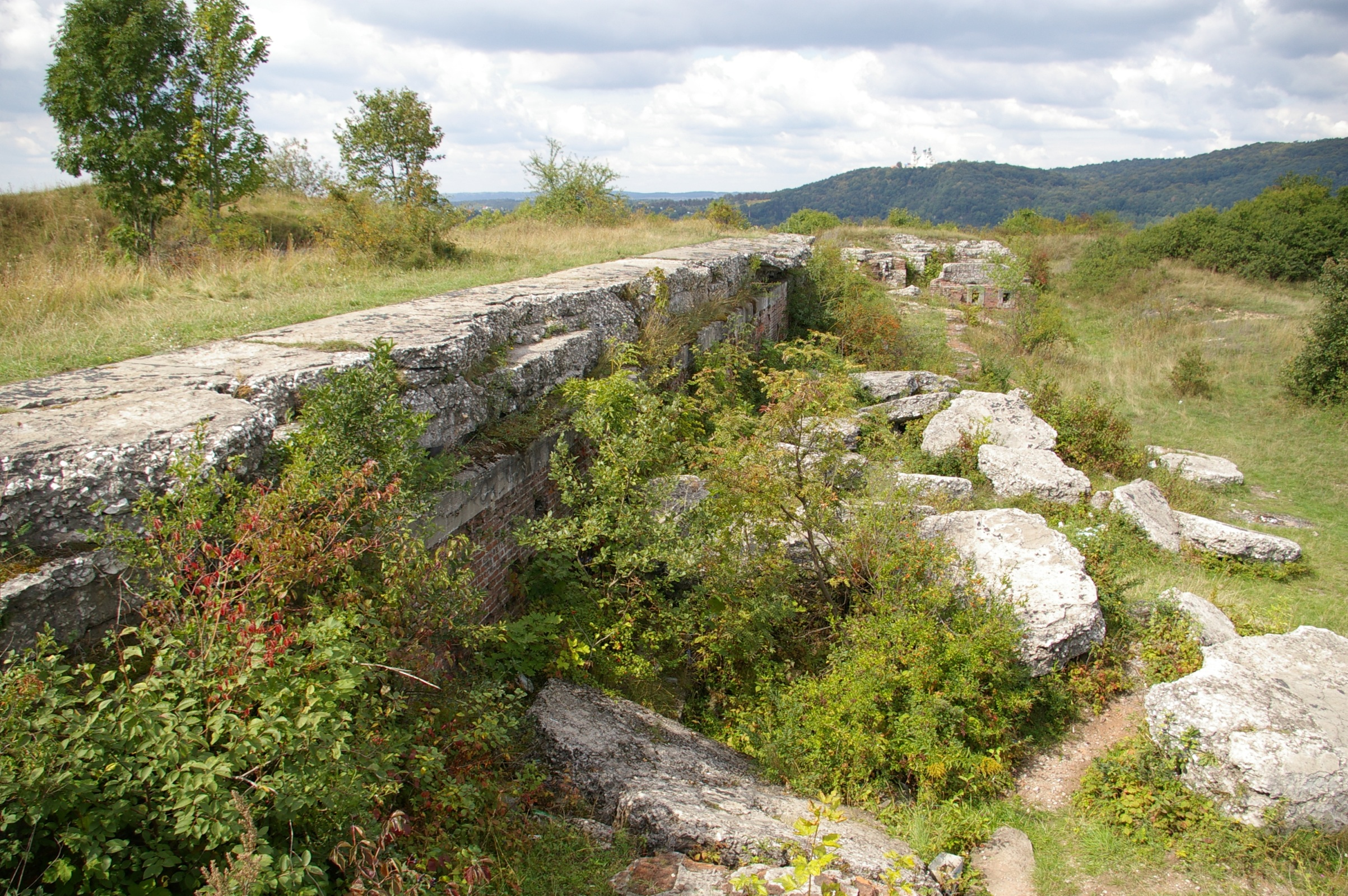
Ruiny fortu
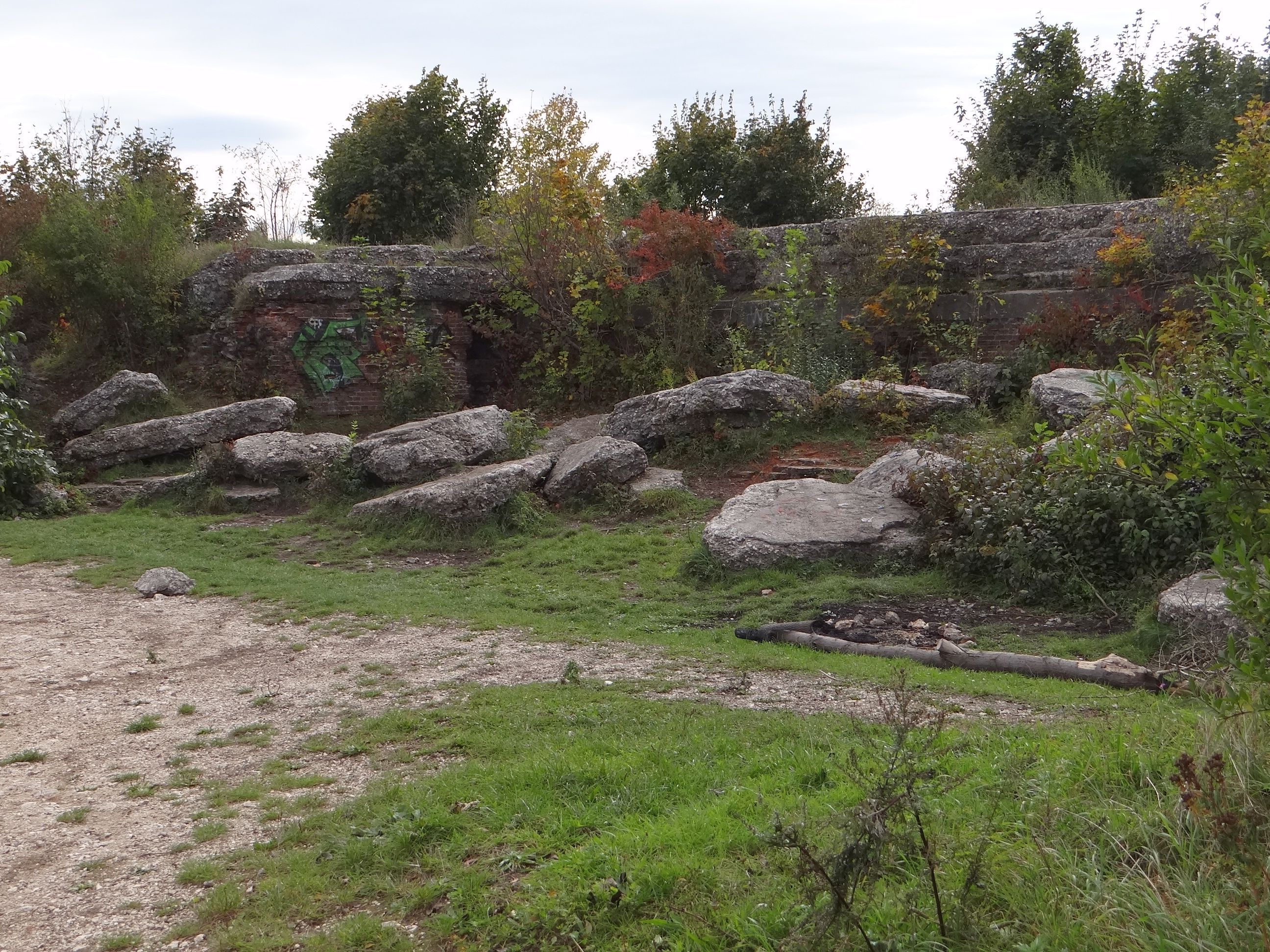
Ruiny fortu
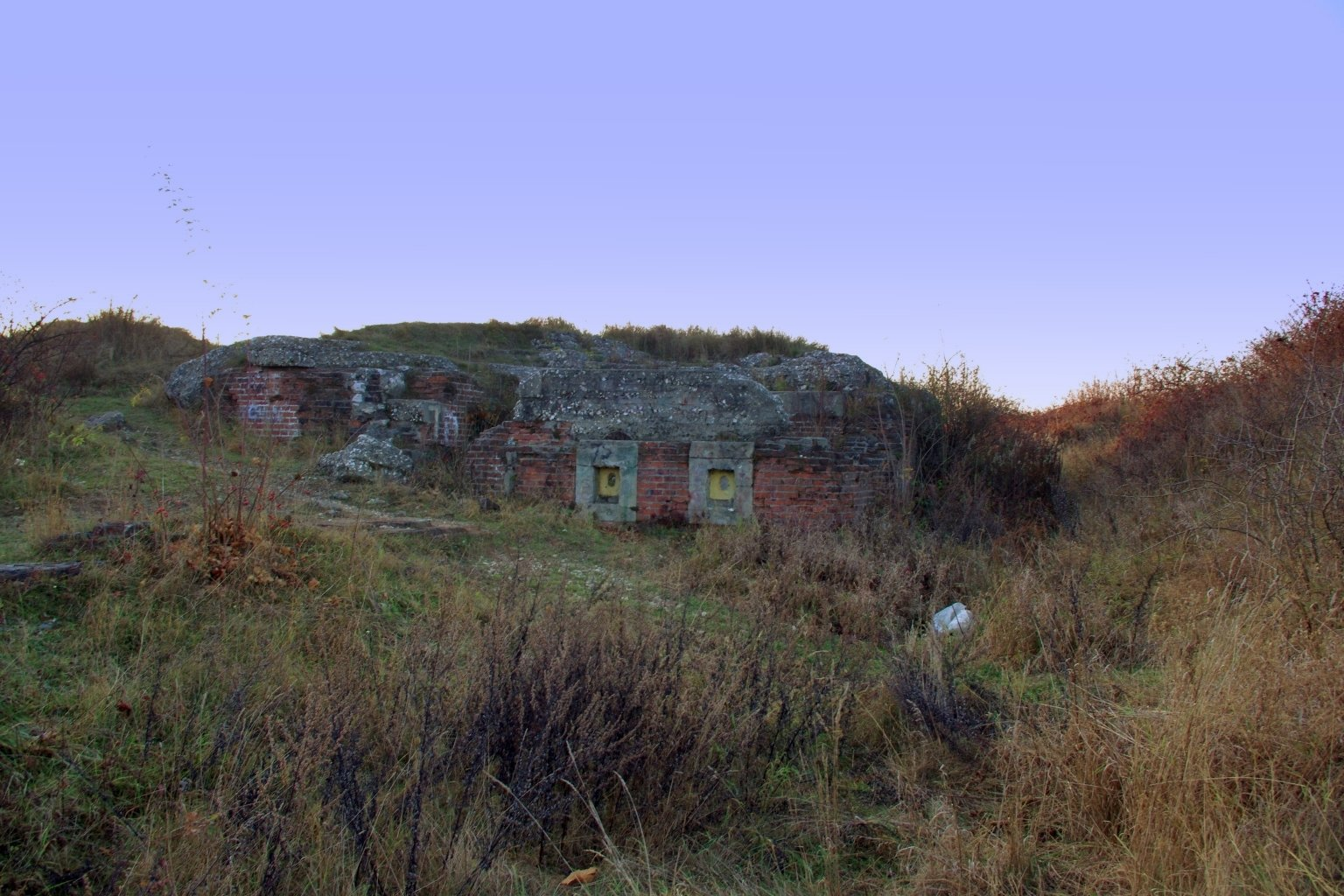
Ruiny fortu
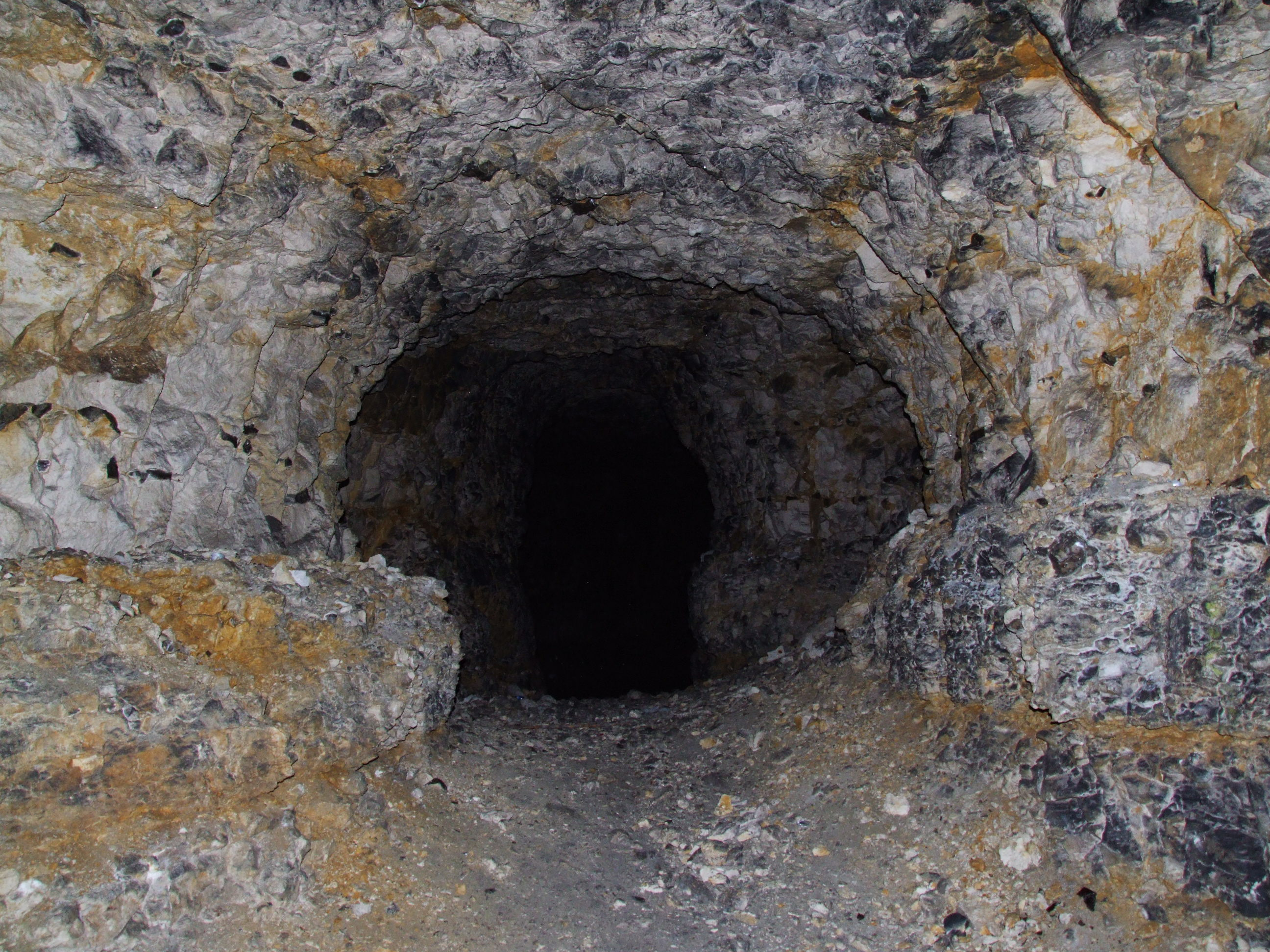
Otwór kawerny
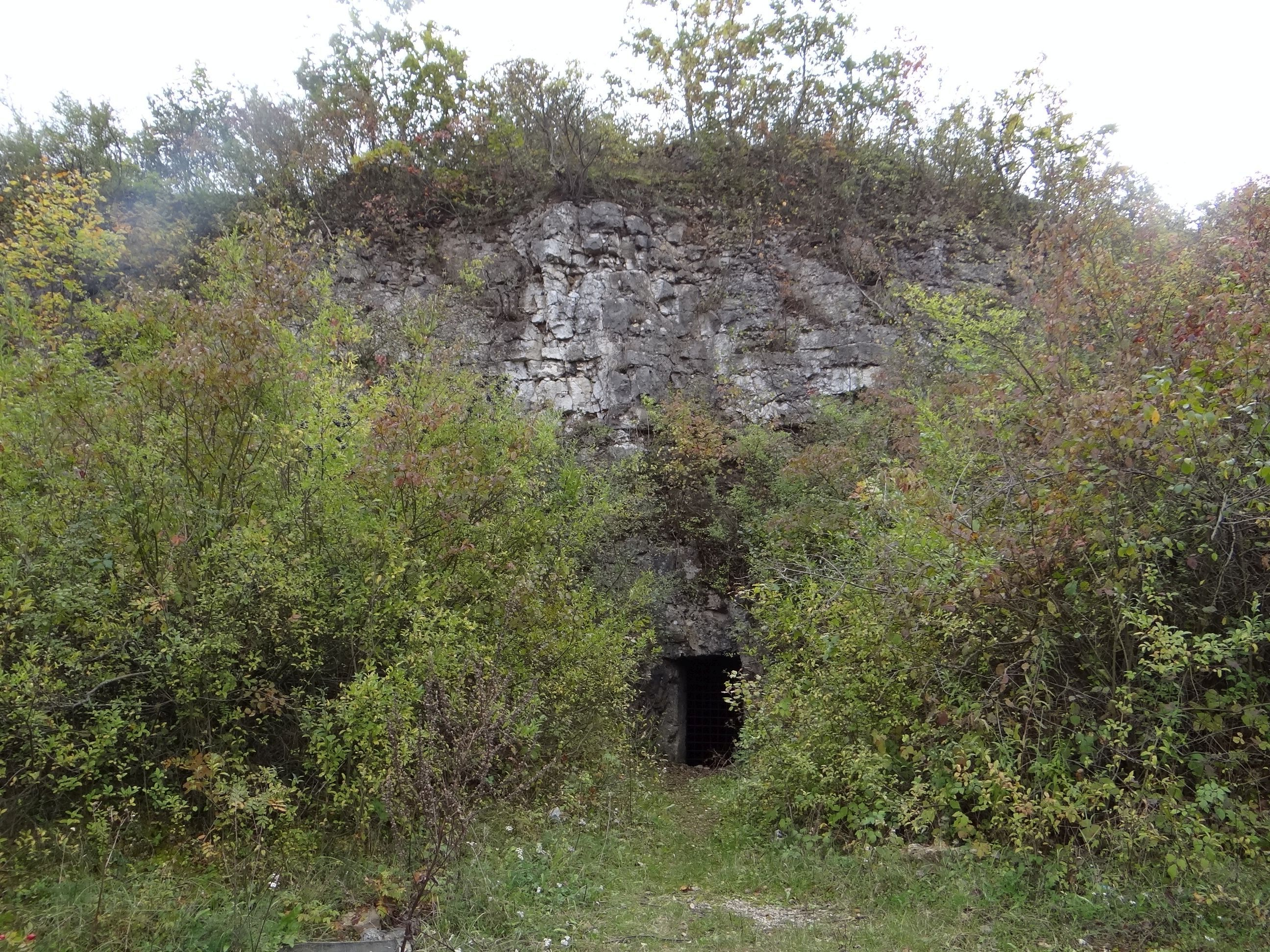
Kawerna w Bodzowie
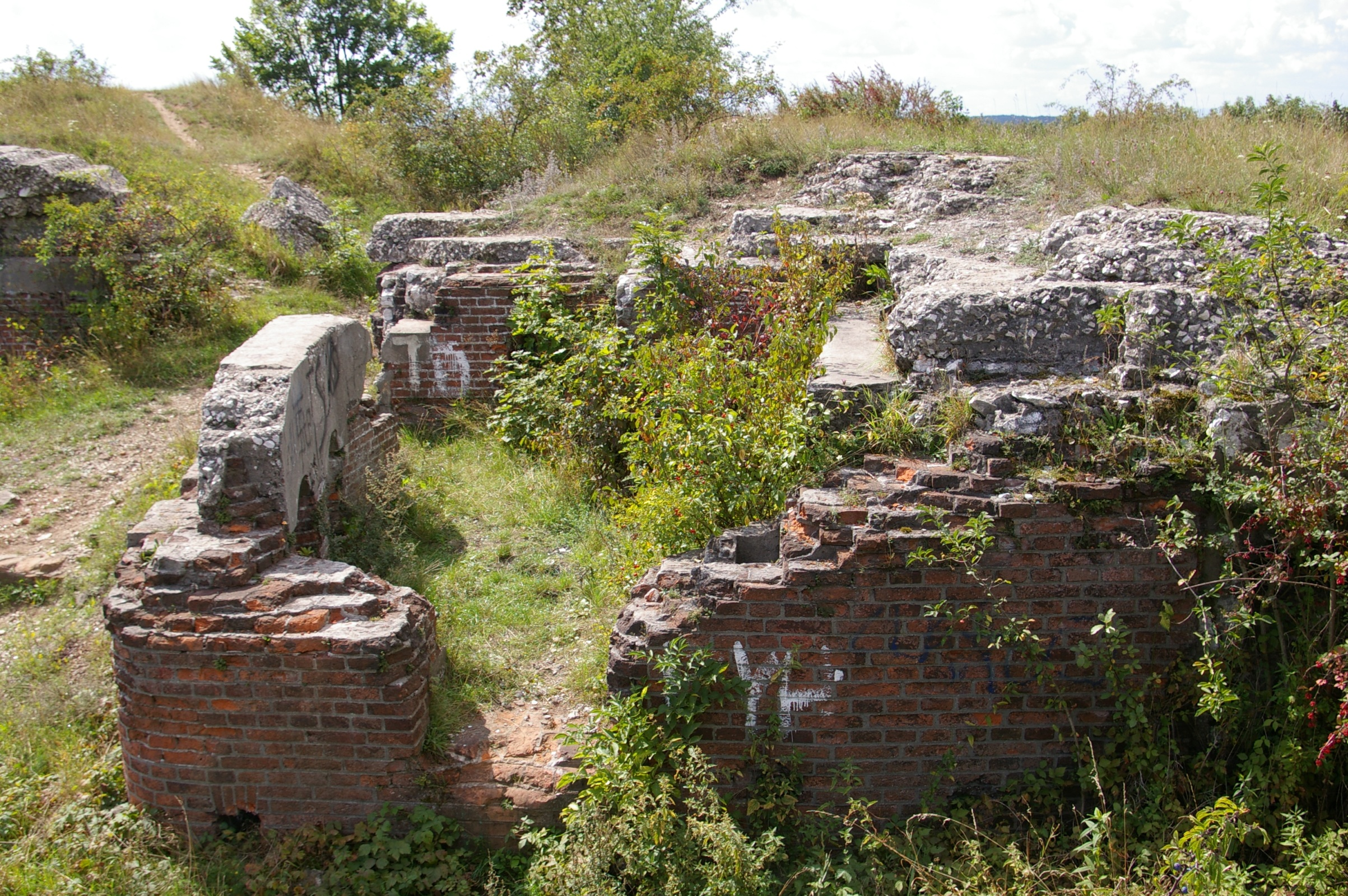
Ruiny fortu